# Cratere Kintaro
Kintaro è un cratere sulla superficie di Ryugu.